# حارة مدرسة اليرموك (صنعاء)

تعديل مصدري - تعديل

حارة مدرسة اليرموك هي إحدى حارات حي شعوب بمديرية شعوب إحدى مديريات العاصمة اليمنية صنعاء، بلغ تعداد سكانها 2560 نسمة حسب تعداد اليمن لعام 2004.